# Грипич Олексій Львович
Олексій Львович Гри́пич (рос. Алексей Львович Грипич; нар. 12 жовтня 1891, Орел — пом. 1 жовтня 1983, Москва) — російський радянський театральний режисер; народний артист Азербайджанської РСР з 1946 року.

## Біографія
Народився 12 жовтня [30 вересня] 1891 року місті Орлі (тепер Росія) в сім'ї поштового чиновника, дворянина із Полтавської губернії. Рано осиротів. У 1910 році закінчив Гатчинський сирітський інститут, потім навчався на економічному відділенні Санкт-Петербурзького політехнічного інституту. У 1913 році вступив до школи Товариства заохочення мистецтв і в студію Всеволода Емільовича Мейєрхольда. Через початок Першої світової війни перервав навчання і лише в 1918 році повернувся в Петроград, де відвідував заняття на курсах майстерності сценічних постановок, слухав там лекції Мейєрхольда. З 1919 по 1921 рік служив в лавах Червоної армії, там створив театральну студію, де і почав самостійну режисерську діяльність.
У 1921 році спільно з Володимиром Соловйовим і Борисом Алперсом заснував Державний Ліговський драматичний театр (пізніше Театр Нової драми який влився в 1923 році в Театр Пролеткульту). Тоді ж викладав біомеханіку на курсах майстерності сценічних постановок, сценічний рух в Інституті ритму досконалого руху. Впродовж 1924—1927 років працював головним режисером Театру Революції.
У 1932—1936 роках викладав в Державному інституті театрального мистецтва у Москві. Протягом 1936—1940 працював художнім керівником Орехово-Зуєвського театру; у 1940—1948 роках — художнім керівником Бакинського театру російської драми. У 1952—1956 роках — головний режисер Театру-студії кіноактора в Москві. З 1962 року очолював Московську студію пантоміми. Помер в Москві 1 жовтня 1983 року.

## Вистави
- «Фуенте Овехуна» Лопе де Вега (1921);
- «Забави каліфа» Олександра Писарєва (1921);
- «Смерть Тарєлкіна» Олександра Сухово-Кобиліна (1922);
- «Падіння Олени Лей» Адріана Піотровського (1923);
- «Спадщина Гарланда» Валеріана Плетньова (1924);
- «Людина-маса» Ернста Толлера (1924);
- «Бронепоїзд 14-69» Всеволода Іванова (1927);
- «Джума Машид» Георгія Венеціанова (1927);
- «Повітряний пиріг» Бориса Ромашова (1928);
- «Занепад» Ісака Бабеля (1928);
- «Комедія Фальстафа та веселих віндзорських жіночок» Вільяма Шекспіра (1933);
- «Смерть Пазухина» Михайла Салтикова-Щедріна (1954);
- «Третя патетична» Миколи Погодіна (1960).